# Лютш, Адольф Карлович
Адольф Карлович Лютш (собственно Адольф Генрих Лютшиг, нем. Adolf Heinrich Lütschg; 2 июня 1872, Санкт-Петербург — 1918) — российский историк и педагог.
Родился в семье выходцев из Швейцарии, сын Карла Лютша, брат Владимира Лютша. Окончил Петришуле (1892) и историко-филологический факультет Санкт-Петербургского университета (1898).
До 1905 года преподавал в государственных петербургских гимназиях, затем был отстранён от преподавания из-за участия в революционных событиях 1905 года. После этого до 1917 года преподавал в частных учебных заведениях — Преображенской новой школе товарищества учителей (для девочек), где был также председателем педагогического совета, и мужской гимназии Л. Д. Лентовской. Участник первого Всероссийского съезда по семейному воспитанию (1912—1913).
Опубликовал учебное пособие «Русский абсолютизм XVIII века» (1910, в составе сборника статей «Итоги XVIII века в России. Введение в русскую историю XIX века», с участием также В. Зоммера и А. Липовского, и отдельным изданием) и методическое пособие «Преподавание истории по практическому руководству Н. П. Покотило» (1912). Перевёл с немецкого языка «Всеобщую историю культуры» Рудольфа Эйслера (1906).